# Centro Nacional de Hipismo
Das Centro Nacional de Hipismo (deutsch Nationales Reitzentrum) ist ein Reitstadion im Olympiapark Deodoro von Rio de Janeiro.

## Geschichte
Das Centro Nacional de Hipismo wurde 2007 für die Panamerikanischen Spiele in Rio de Janeiro erbaut. Mit der Vergabe der Olympischen Sommerspiele 2016 an Rio de Janeiro wurde das Stadion und dessen Infrastruktur umfassend renoviert, sodass während der Spiele im Stadion die Wettkämpfe im Spring- und Dressurreiten stattfinden konnten. Das Areal umfasste zudem Stallungen, Wohngebäude und ein Gelände für den Geländeritt des Vielseitigkeitsreitens. Des Weiteren wurden Trainingsbereiche errichtet und eine Tierklinik gebaut. Während der Wettkämpfe wurde das Stadion zusätzlich zur bereits bestehend Tribüne, mit temporären Tribünen ausgestattet, wodurch das Stadion über eine Kapazität von 14.000 Plätzen erreichte. Auch während den Sommer-Paralympics 2016 diente das Stadion als Wettkampfstätte.